# Malras
Malras é uma comuna francesa na região administrativa de Occitânia, no departamento de Aude. Estende-se por uma área de 4,22 km². Em 2010 a comuna tinha 419 habitantes (densidade: 99,3 hab./km²).